# Wolfram Burisch
Wolfram Burisch (* 22. Januar 1941 in Berlin; † 18. Mai 1995 in Kassel) war ein deutscher Soziologe.
Burisch wurde 1967 an der Universität Tübingen mit der Arbeit „Ideologie und Sachzwang. Die Entideologisierungsthese in neueren Gesellschaftstheorien“ promoviert und wurde Wissenschaftlicher Assistent Ernst Blochs, später Ralf Dahrendorfs. Nach Lehraufträgen und Gastdozenturen in Konstanz, Essex (UK), Berlin, Bremen und Paderborn lehrte Burisch seit 1988 als Professor an der Gesamthochschule Kassel Bildungs- und Kulturtheorie, Sozialphilosophie und Analytische Sozialpsychologie.
Burisch schloss wissenschaftlich an die Kritische Theorie, an Sigmund Freud und Ernst Bloch an.
Der ehemalige SDS-Aktivist wirkte in der Ernst-Bloch-Gesellschaft, in der Ernst-Bloch-Assoziation und im Rudi-Dutschke-Kreis.
Der Burisch-Nachlass wird von Francesca Vidal (Universität Landau) verwaltet.

## Schriften (Auswahl)
- Organisation als Ideologie. Kritik und Darstellung einer elementaren Kategorie der Soziologie, Stuttgart/Berlin/Köln/Mainz: Kohlhammer, 1973, ISBN 3-17-001339-4
- Der Irre und wir. Zur Einführung in die Sozialpsychiatrie, Paderborn: Unruhe, ²1980, ISBN 3-88080-006-5
- Der uneingelöste Bildungsanspruch. Notwendige Erinnerungen an die Zukunft von Hochschule und Studenten, Mössingen-Talheim: Talheimer, 1990, ISBN 3-89376-012-1
- Das Elend des Exils. Theodor Geiger und die Soziologie, Hamburg: Europäische Verlags-Anstalt, 1995, ISBN 3-434-50057-X.